# Kinmoči Saiondži

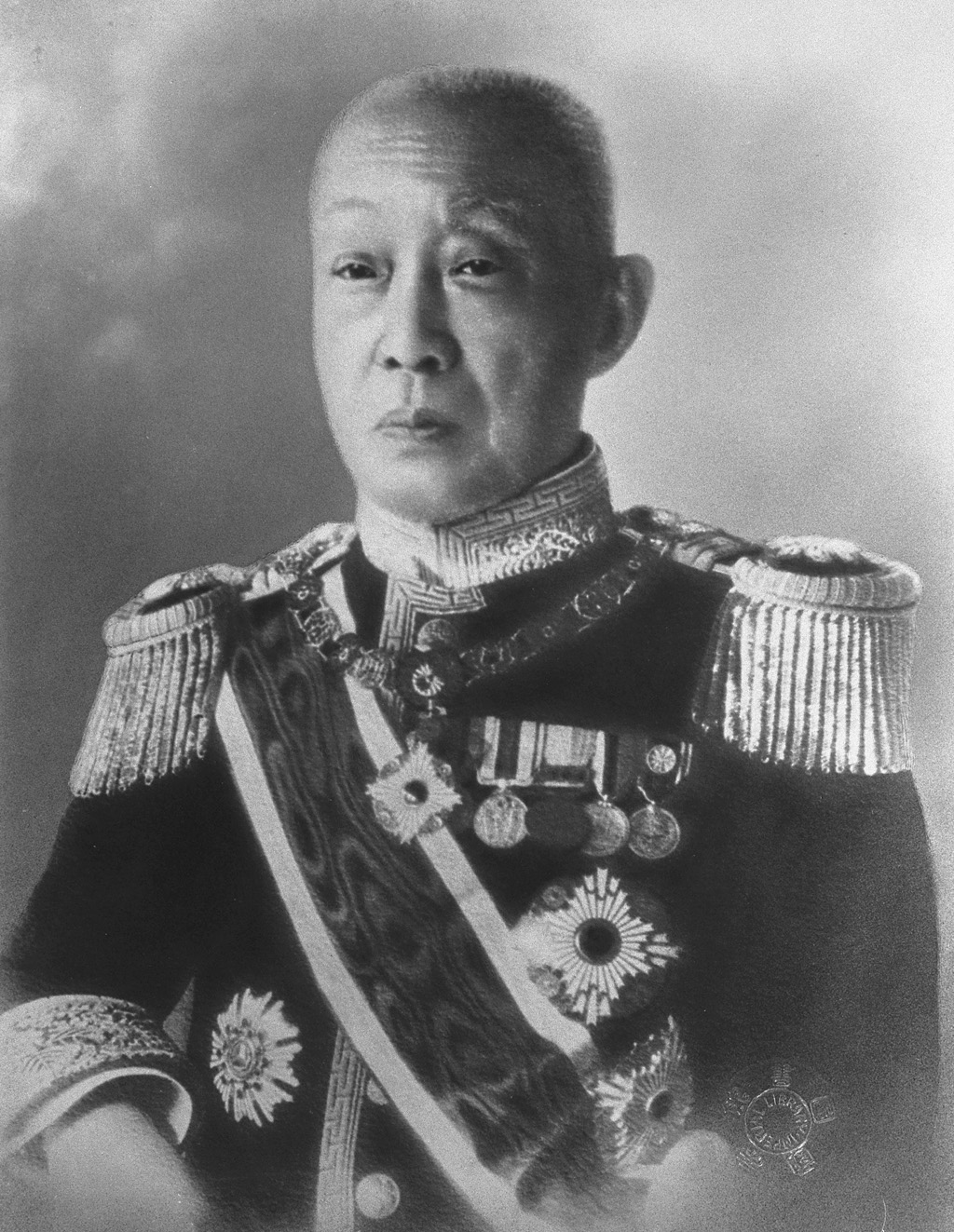
Princ Kinmoči Saiondči

Princ Kinmoči Saiondži (西園寺 公望, 23. října 1849, Kjóto – 24. listopadu 1940, Okitsu, Ihara (v současnosti: Šizuoka, prefektura Šizuoka)) byl japonský politik, státník, v letech 1906–1908 a 1911–1912 premiér Japonska (roku 1901 působil jako úřadující premiér) a v roce 1896 ministr zahraničních věcí.
Jeho titul neznamená označení syna císaře, ale jde o nejvyšší hodnost japonské dědičné šlechty. Na prince byl povýšen z markýze v roce 1920. Jako poslední žijící genrō byl nejctěnějším japonským státníkem dvacátých a třicátých let. Stal se jedním ze zástupců Japonského císařství na Pařížské mírové konferenci.
Vystudoval právo na Pařížské univerzitě.